# Académie Julian

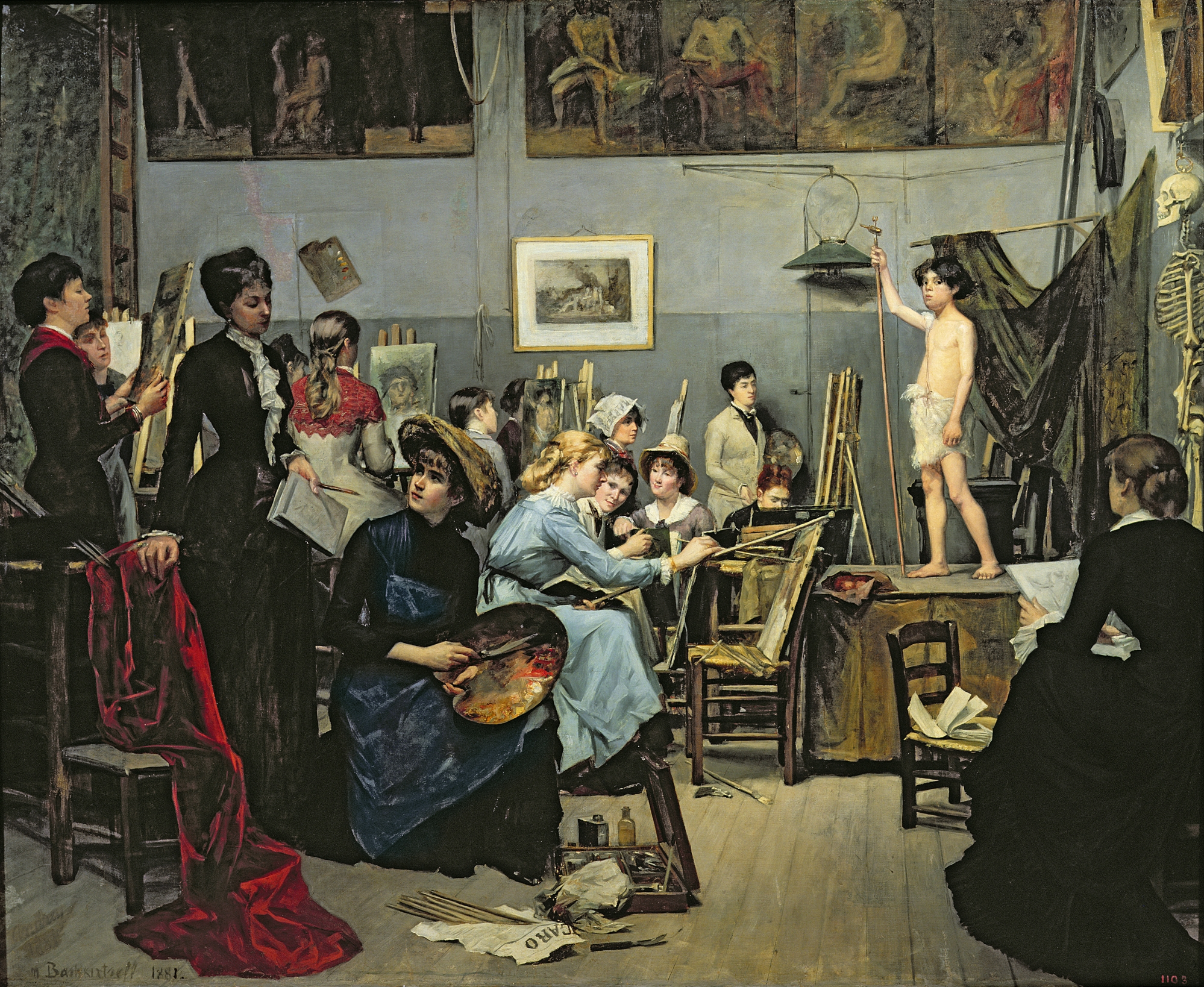
Das Atelier von der Académie Julian-Studentin Marie Bashkirtseff, 1881

Die Académie Julian war eine angesehene, im Jahr 1868 von dem Maler Rodolphe Julian (1839–1907) in der Nummer 27 der Galerie Montmartre (heute Passage des Panoramas) im 2. Arrondissement von Paris gegründete private Kunstakademie. Sie unterhielt im Laufe der Jahre mehrere Ateliers in Paris und bestand bis zum Beginn des Zweiten Weltkrieges. Von ihrem Gründungsjahr bis 1939 ermöglichte diese Kunstschule tausenden von Malern und Bildhauern – in teilweise nach Geschlechtern getrennten Klassen – eine künstlerische Ausbildung.
Ihre beiden 1890 in der rue du Dragon im 6. Arrondissement gegründeten Werkstätten übernahm 1959 das nach einem seiner Lehrer und Begründer benannte Atelier Penninghen, das seit 1968 die offizielle Bezeichnung École supérieure d’arts graphiques, kurz ESAG Penninghen trägt. Der Volksmund nennt die Schule jedoch weiterhin Académie Julian, die unter dieser Bezeichnung auch heute noch im Telefonbuch verzeichnet ist. Ebenso ziert der Name Julian, inzwischen zum Markennamen geworden, noch immer an der 31, rue du Dragon, in großen Buchstaben den Eingang der Schule.

## Geschichte

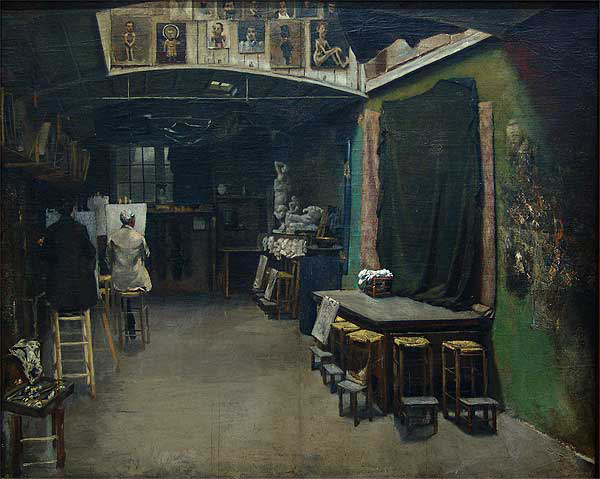
Pedro Weingärtner: Atelier Julian Museu de Arte do Rio Grande do Sul, Porto Alegre, Brasilien

Unter den zahlreichen privaten Kunstakademien im Paris des ausgehenden 19. Jahrhunderts, die eine Konkurrenz für die offizielle École des Beaux-Arts darstellten, war die Académie Julian die bekannteste. Vor allem bei ausländischen Künstlern hatte sie den höchsten Bekanntheitsgrad und galt deshalb vor allem außerhalb Frankreichs als Inbegriff für eine private Pariser Kunstausbildung.

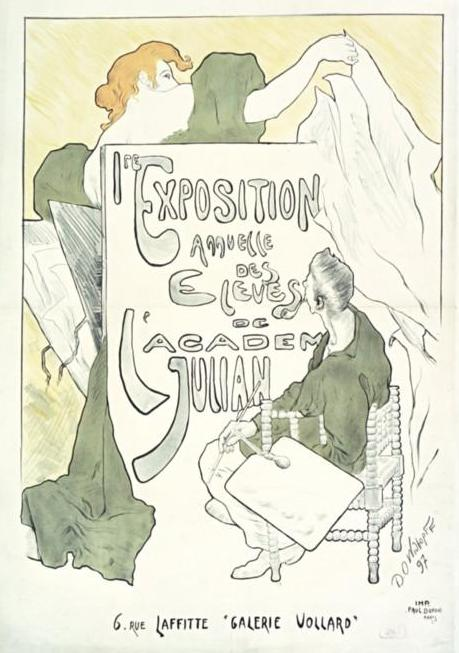
Exposition annuelle des élèves, Plakat von David Widhopff, 1897

Den massiven Zulauf, den diese und andere private Kunstschulen im 19. Jahrhundert in Paris erfuhren, verdankten sie unter anderem der Tatsache, dass die École des Beaux-Arts einerseits ausländischen Studenten die Aufnahme durch eine sehr schwierige Französischprüfung zu verwehren trachtete – was mit dem Vorwand begründet wurde, Fremde seien nicht durch die Vorzüge dieser durch französische Steuergelder finanzierten staatlichen Einrichtung zu begünstigen – und andererseits bis zum Jahr 1897 keine Frauen zuließ. Abgesehen davon war das auf 30 Jahre festgelegte Höchstalter ein weiteres Hindernis für die Aufnahme in die École des Beaux-Arts.
Beliebt war die Akademie, die Kunststudenten unabhängig von ihrer Herkunft, ihrem Geschlecht und ihrem Alter aufnahm, sowohl bei Franzosen als auch insbesondere bei ausländischen Studenten, zumal sie neben angehenden und erprobten Berufsmalern auch ambitionierten Amateurkünstlern offenstand. Besonders zahlreich waren die US-Amerikaner vertreten, ein großes Kontingent bildeten Engländer, Ungarn, Polen, Russen, Skandinavier, Österreicher, Schweizer und nicht zuletzt die Deutschen.

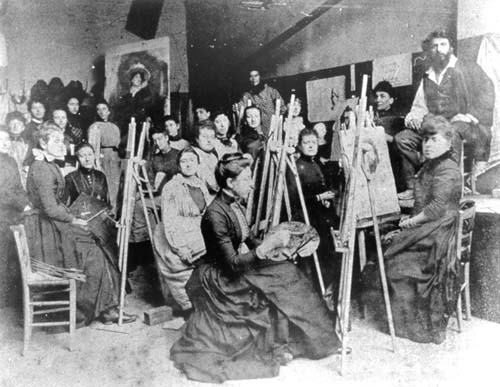
Frauenatelier der Académie Julian, 1889

An der „Julian“ konnten Frauen in der Kunst dieselben Kurse belegen wie Männer und wurden ebenfalls in den Klassen der Aktmalerei nach dem lebenden Nacktmodell zugelassen, was in der damaligen Zeit – insbesondere für die Académie des Beaux-Arts – einem unerhörten Affront gleichkam. Da vor allem auch das französische Publikum den gemischten Klassen eher reserviert gegenüberstand, eröffnete die Académie Julian in der rue Vivienne zusätzlich separate Damenklassen und stieß damit in eine Marktlücke.
So wurden in den Jahren von 1878 bis 1896 auf der Rive Gauche wie auf der Rive Droite weitere Ateliers eingerichtet, und die Kunstschule expandierte über die ganze Stadt.
Ihren Ruhm verdankte die Akademie, die zwischen Tradition und Avantgarde vermittelte, allerdings nicht der Zahl ihrer Schüler oder Ateliers, sondern dem hohen Ansehen ihrer Lehrer, die zum großen Teil aus dem Establishment der École des Beaux-Arts kamen und über entsprechenden Einfluss im Pariser Kunstbetrieb verfügten. Beispielsweise konnten diese Lehrer ihre Schüler für den Prix de Rome kandidieren lassen und sie durch ihre Anwesenheit in der Jury des Pariser Salons dabei unterstützen, ihre Werke in dieser vielbesuchten Ausstellung zu zeigen. Zu den Lehrern der Académie Julian zählten neben William Adolphe Bouguereau und Tony Robert-Fleury unter anderem auch die Brüder Laurens.

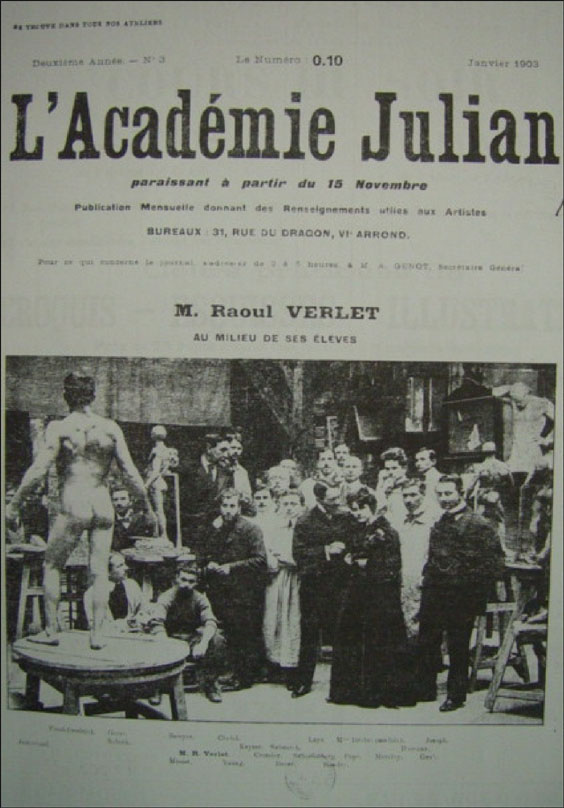
L’Académie Julian
Nr. 3, Jahrgang 1903

Ihre Marktführerschaft brachte die Akademie mit einer eigenen Zeitschrift, L’Académie Julian, deutlich zum Ausdruck.
Der Schülerschaft, die ähnlich wie in der École des Beaux-Arts nach Jahrgängen und Meriten hierarchisiert war, stand ein aus ihren Reihen gewählter massier (Obmann), beziehungsweise in den Damenklassen eine massière vor, deren Aufgabe darin bestand, zwischen Schülern, Verwaltung und Lehrpersonal zu vermitteln. Der massier nahm die unterschiedlichsten Aufgaben wahr, so auch die Auswahl der Modelle, die montags für die ganze Woche getroffen wurde. Korrekturen fanden ein- bis zweimal wöchentlich statt.

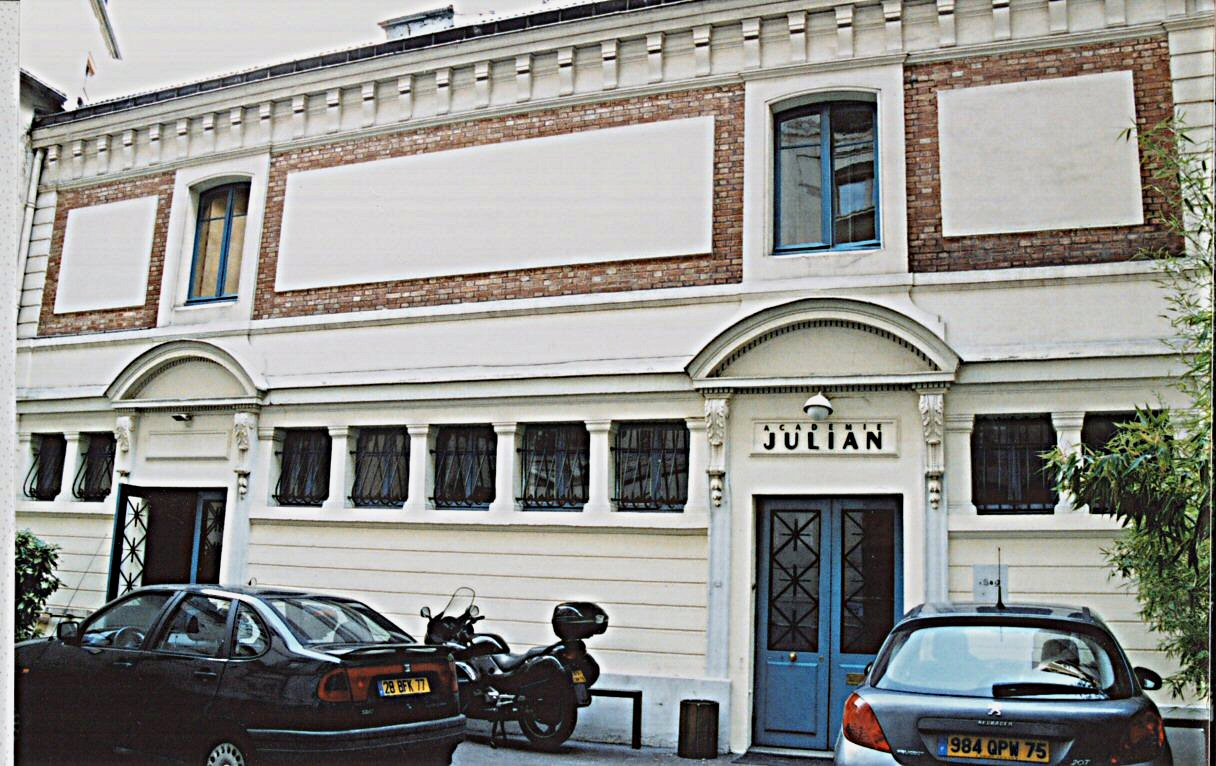
Hochschule Penninghen im Gebäude der ehemaligen Académie Julian in Paris

Um 1888/89 gründete sich die post-impressionistische Künstlergruppe Nabis an der „Julian“.
Nachdem die Académie Julian bei Beginn des Zweiten Weltkrieges geschlossen worden war, wurden 1946 die Ateliers der rue du Dragon verkauft. Im Jahr 1959 kamen sie in den Besitz des Malers und Keramikers Guillaume Met de Penninghen und seines Partners Jacques d’Andon, die bereits 1953 in der beim Montparnasse gelegenen rue Falguière Ateliers zur Vorbereitung auf die Prüfungen der renommierten Schulen der angewandten Künste eingerichtet hatten. Seither nutzt diese 1968 in ESAG Penninghen umbenannte Einrichtung die ehemaligen Räumlichkeiten der Académie Julian.

## Bekannte Studenten und Lehrer (Auswahl)
| - Louis Abel-Truchet (1857–1918) - Cuno Amiet (1868–1961) - Jean Arp (1886–1966) - Édith Auffray (1901–?) - Ernst Barlach (1870–1938) - Marie Bashkirtseff (1858/60–1884) - Cecilia Beaux (1855–1942) - Ida Beer-Walbrunn (1878–1951) - Róbert Berény (1887–1953) - Willibald Besta (1866–1949) - Ernest Biéler (1863–1948) - Anna Bilińska (1857–1893) - Anna Boch (1848–1936) - Emilio Boggio (1857–1920) - Pierre Bonnard (1867–1947) - Ervin Bossányi (1891–1975) - John Leslie Breck (1860–1899) - Johann Brockhoff (1871–1942) - Sophie Burger-Hartmann (1868–1940) - Margaret Lesley Bush-Brown (1857–1944) - Francis Cadell (1883–1937) - Louise-Cathérine Breslau (1856–1927) - Mina Carlson-Bredberg (1857–1943) - Minerva Chapman (1858–1947) - Hans Christiansen (1866–1945) - Colin Campbell Cooper (1856–1937) - Lovis Corinth (1858–1925) - Béla Czóbel (1883–1976) - Ralph Wormeley Curtis (1854–1922) - Walter Lofthouse Dean (1854–1912) - Paul Degen (1941–2007) - Maurice Denis (1870–1943) - André Derain (1880–1954) - Émilie Desjeux (1861–1957) - Christof Drexel (1886–1979) - Marcel Duchamp (1887–1968) - Rose Eisner-Marquart (1886–?) - Marisol Escobar (1930–2016) - Fritz Erler (1868–1940) - Mary Fairchild Low (1858–1946) - Helen Farnsworth Mears (1872–1916) - Leo Fellinger (1884–1976) - Poppe Folkerts (1875–1949) - Frederick Carl Frieseke (1874–1939) - Julius Otto Fritzsche (1872–1948) | - Akseli Gallen-Kallela (1865–1931) - Elizabeth Jane Gardner (1837–1922) - Giovanni Giacometti (1868–1933) - Nicolas Gilles (1870–1939) - Georges Gimel (1898–1962) - Jane de Glehn (1873–1961) - Thomas Cooper Gotch (1854–1931) - Martha Haffter (1873–1951) - Childe Hassam (1859–1935) - Ivo Hauptmann (1886–1973) - Robert Henri (1865–1929) - Helma Heynsen-Jahn (1874–1925) - Ludwig von Hofmann (1861–1945) - Fritz Max Hofmann-Juan (1873–1937) - Meinhard Jacoby (1873–1956) - Konrad von Kardorff (1877–1945) - Károly Kernstok (1873–1940) - Erich Kips (1869–1945) - Fernand Khnopff (1858–1921) - Anna Elizabeth Klumpke (1856–1942) - Georg Kolbe (1877–1947) - Käthe Kollwitz (1867–1945) - Georges Lacombe (1868–1916) - Jean Paul Laurens (1838–1921) - Hazel Lavery (1880–1935) - Wilhelm Lefèbre (1873–1974) - Jules-Joseph Lefebvre (1834–1912) - Fernand Léger (1881–1955) - Karl Leipold (1864–1943) - Sabine Lepsius (1864–1942) - Gisèle Lestrange (1927–1991) - Arthur Lewin-Funcke (1866–1937) - Joseph Christian Leyendecker (1874–1951) - Jacques Lipchitz (1891–1973) - Amélie Lundahl (1850–1914) - Arnold Lyongrün (1871–1935) - Dora Maar (1907–1997) - Marie von Malachowski-Nauen (1880–1943) - Louis Marcoussis (1878–1941) - Constance Markiewicz (1868–1927) - Albert Maennchen (1873–1935) - Alexander Mann (1853–1908) - Johannes Martini (1866–1935) - Henri Matisse (1869–1954) | - Ludwig Meidner (1884–1966) - George Moore (1852–1933) - Susanne von Nathusius (1850–1929) - Emil Nolde (1867–1956) - Anna Nordgren (1847–1916) - Anna Nordlander (1843–1879) - Elizabeth Nourse (1859–1938) - Hélène Oettingen (1887–1950) - Dezső Orbán (1884–1986) - Paula Modersohn-Becker (1876–1907) - Sophie Pemberton (1869–1959) - Maurice Prendergast (1858–1924) - Denys Puech (1854–1942) - Leo Putz (1869–1940) - Bertalan Pór (1880–1964) - Hilla von Rebay (1890–1967) - Adolf Rettelbusch (1858–1934) - Andrea Robbi (1864–1945) - Georges-Antoine Rochegrosse (1859–1938) - Rodo (1863–1913) - William Rothenstein (1872–1945) - Frédéric Rouge (1867–1950) - Pierre Roy (1880–1950) - Alexander Sacharoff (1886–1963) - Rudolf Scharpf (1919–2014) - Max Schlichting (1866–1937) - René Schützenberger (1860–1916) - Paul Sérusier (1864–1927) - Amanda Sidwall (1844–1892) - Hugo Siegwart (1865–1938) - Lucien Simon (1861–1945) - Max Slevogt (1868–1932) - Edward Steichen (1879–1973) - Curt Stoermer (1891–1976) - Hans Unger (1872–1936) - Félix Vallotton (1865–1925) - János Vaszary (1867–1939) - Édouard Vuillard (1868–1940) - Robert Weise (1870–1923) - Walter Withers (1854–1914) - Erich Wolfsfeld (1884–1956) - Beatrice Wood (1893–1998) - Christopher Wood (Maler) (1901–1930) |

Siehe auch die Liste der Lehrer und Schüler der Académie Julian im Abschnitt Weblinks.